# Johan van der Keuken
Johan van der Keuken (prononciation : /ˈjoːɦɑn vɑn dɛr ˈkøːkə(n)/) est un réalisateur et photographe néerlandais, né le 4 avril 1938 à Amsterdam, où il est mort le 7 janvier 2001 . Passionné par l'image et le réel, son cinéma se situe à la frontière entre le documentaire et l'expérimental.

## Biographie
Johan van der Keuken commence sa carrière par la photographie dès l'âge de 12 ans. Cinq ans plus tard, en 1955, il publie son premier livre de photos, intitulé Wij zijn 17 (« Nous avons dix-sept ans »). L'année suivante, il suit les cours de l'IDHEC à Paris, « parce que, dit-il, il n'existait pas de bourses pour étudier alors la photographie », et commence à réaliser ses premiers films. Ses photos et textes, sur le cinéma et la photographie, sont publiés dans divers magazines. Il fait un bref passage au journal Haagse Post, en tant que critique de cinéma (1960-1961).
Dès le début des années 1960, il se consacre à la réalisation de ses films documentaires, osant l'expérimentation, et imposant sa subjectivité. Filmant lui-même ses images, privilégiant des plans souvent longs, des détails, jouant sur la répétition, le mouvement, il s'impose rapidement comme un cinéaste talentueux. C'est au milieu des années 1970 que grandit sa popularité : ses travaux commencent à être montrés à Montréal et à Paris.
À partir de 1977, il signe une chronique intitulée Uit de wereld van een kleine zelfstandige (« Du monde d'un petit entrepreneur ») dans la revue cinématographique Skrien (nl). Outre la réalisation de très nombreux films, Van der Keuken publie plusieurs recueils de photos, organise des installations et des expositions (notamment au Centre national d'art et de culture Georges-Pompidou en 1987), et dirige des séminaires dans de nombreuses écoles de cinéma en Europe et aux États-Unis.
Les films de Johan van der Keuken ont quelque chose d'organique[pas clair]. Dans une constante recherche, il réutilise ses images, les juxtaposent différemment dans différents films, il s'attarde sur le montage, pour en dégager un langage cinématographique qui devient sensoriel. Le cinéaste Nicolas Philibert dit qu'il y a chez lui « une grande disparité de formats, de formes, d'expériences. C’est un ensemble très dense, qui traduit une envie de goûter à tous les modes narratifs. Explorer des voies nouvelles, aller vers l’inconnu, c’est toujours à la fois ce qui nous fait peur et ce qui nous attire ».
Il voyage dans le monde entier en compagnie de son épouse Nosh van der Lely, qui tient le micro et le magnétophone. Alors qu'il apprend en 1998 qu'il ne lui reste plus que quelques années à vivre, il consacre son temps à regarder et à écouter. Vacances prolongées, réalisé en 2000, traite de son combat contre le cancer. Il meurt l'année suivante.
Le dernier film de Johan van der Keuken, Présent inachevé, fait l'ouverture du Festival international du film de Rotterdam en 2002.

## Filmographie
- 1957 : Paris à l'aube, 10 min
- 1960 : Een zondag
- 1962 : Lucebert, dichter-schilder
- 1962 : Yrrah
- 1962 : Tajiri
- 1962 : Opland
- 1963 : Un Moment de silence (Even stilte), documentaire 10 min
- 1963 : De oude dame, 25 min
- 1964 : Indonesian Boy (Indische jongen), 40 min
- 1964 : L'Enfant aveugle (Blind kind), documentaire, 24 min
- 1965 : Beppie, 38 min
- 1965 : Vier muren, 22 min
- 1965 : In 't nest met de rest, court métrage
- 1966 : L'Enfant aveugle 2 (Herman Slobbe / Blind Kind II), 29 min
- 1967 : Big Ben / Ben Webster in Europe, 31 min
- 1967 : Un film pour Lucebert (Een film voor Lucebert), documentaire, 22 min
- 1968 : Report from Biafra
- 1968 : L'Esprit du temps (De tijdgeest), documentaire, 42 min
- 1968 : De poes, court métrage
- 1968 : De straat is vrij
- 1970 : Beauty (de Schoonheid), 25 min
- 1970 : La Vélocité : 40/70 (De snelheid 40/70), 25 min
- 1972 : Diary (Dagboek), 80 min
- 1973 : Vietnam opera, court métrage
- 1973 : De muur, court métrage
- 1973 : La Forteresse blanche (Het witt kasteel), documentaire 78 min
- 1973 : La Leçon de lecture (Het Leesplankje), court métrage
- 1973 : La Porte (Bert Schierbeek / De deur), court métrage
- 1974 : Les Vacances du cinéaste (Vakantie van een filmer), téléfilm
- 1974 : Le Nouvel Âge glaciaire (De nieuwe ijstijd)
- 1975 : De Palestijnen
- 1976 : Printemps (Voorjaar), 85 min
- 1976 : Doris Schwert / Frankfurt
- 1977 : Maarten en de contra:bas
- 1978 : La Jungle plate (De platte jungle), documentaire, 90 min
- 1980 : Le Maître et le Géant (De meester en de reus)
- 1980 : Amsterdam Kinkerstraat 30 april 1980
- 1981 : Vers le sud (De weg naar het zuiden), 143 min
- 1982 : Pour qui vote l'oxygène? (De beeldenstorm)
- 1984 : Speelgoed, court métrage
- 1984 : Le Temps (De tijd), 45 min
- 1986 : I love $, 145 min, prix Josef von Sternberg, Allemagne
- 1986 : La Question sans réponse (The Unanswered Question), 18 min
- 1986 : Natte voeten in Hongkong, court métrage
- 1988 : L'Œil au-dessus du puits (Het oog boven de put), 90 min, grand prix, Festival du Film de Bruxelles
- 1989 : Homage for Hubert Bals
- 1990 : Le Masque (Het masker), 55 min
- 1990 : De Berg Wereld:niet wereld
- 1991 : Face Value, 120 min
- 1993 : Sarajevo Film Festival Film, 14 min, Golden Globe 1994
- 1993 : Cuivres débridés, à la rencontre du swing (Bewogen koper), documentaire
- 1994 : Lucebert, temps et adieux (Lucebert, tijd en afscheid), 52 min, Grand prix de la biennale du film sur l'art, Paris
- 1994 : On Animal Locomotion, 15 min
- 1996 : Amsterdam Global Village, 228 min, Prix Grolsch, Grand prix au Munich Documentary Film festival[2]
- 1997 : Amsterdam Afterbeat, 16 min
- 1997 : To Sang fotostudio, 32 min
- 1998 : Derniers Mots - Ma sœur Joke (1935-1997) (Laatste woorden: Mijn zusje Joke (1935:1997)), 50 min
- 2000 : Napels
- 2000 : Temps/Travail, 10 min, installation vidéo, Centre national d'art et de culture Georges-Pompidou, Paris
- 2000 : Vacances prolongées (De grote vakantie), 145 min, Silver spire award winner, San Francisco ; Grand prix, Visions du réel, Nyon
- 2002 : Présent inachevé (Onvoltooid tegenwoordig), 10 min

## Publications
(liste partielle)
- Aventures d'un regard, Album de photographies, films, textes et interviews, en collaboration avec François Albéra, Éditions Cahiers du Cinéma, Paris. Prix Littéraire de la Critique (française), 1999.
- L'Œil lucide, (album de photos), 2001
- Bewogen Beelden, (album de photos et de textes), 2001